# S210-es személyvonat
Az S210-es személyvonat Lajosmizse és Kecskemét között közlekedik.

## Története
A járat viszonylatjelzését 2014. december 14-ei menetrendváltáskor kapta. A Lajosmizse és Budapest között közlekedő S21-es személyvonat folytatásaként az S210-es jelzést kapta.
2020. december 14-étől munkanapokon csúcsidőben Kecskemét és Hetényegyháza között új S210-es járatokat indítanak.

## Útvonala
A vonat Kecskemét és Lajosmizse között teremt kapcsolatot, Kecskeméten 10, Lajosmizsén 3 megállója van. Lajosmizsén a csatlakozás biztosított a Budapest felé közlekedő S21-es személyvonatokhoz.
|    | 0                    | Lajosmizse végállomás    | 35         |    | 616, 5242 S21 |
| 2  | Lajosmizse alsó      | 33                       |            |    | |
| 4  | Klábertelep          | 29                       |            |    | |
| 7  | Felsőméntelek        | 26                       | 5240, 5241 |    | |
| 9  | Méntelek             | 24                       | 5240, 5241 |    | |
| 12 | Alsóméntelek         | 21                       |            |    | |
| *  | Nagynyír (időszakos) | *                        |            |    | |
| 0  | 17                   | Hetényegyháza végállomás | 16         | 16 | 15, 15D, 19, 353, 354 |
| 3  | 20                   | Úrihegy                  | 13         | 13 | 15, 15D, 19 |
| 4  | 22                   | Miklóstelep              | 11         | 11 | 15, 15D, 19, 29 |
| 10 | 27                   | Kecskemét-Máriaváros     | 7          | 7  | 1, 5, 11, 11A, 15, 19, 22, 350 5223, 5224, 5244 |
| 13 | 30                   | Kecskemét alsó           | 5          | 5  | 2, 2A, 2D, 2S, 32 5219, 5220, 5222 |
| 18 | 35                   | Kecskemét végállomás     | 0          | 0  | 1, 2D, 2S, 7, 7C, 7D, 12D, 15, 18, 19, 20H, 21, 21D, 22, 23, 23A, 25, 32 550, 551, 553, 555, 616 4777, 5075, 5076, 5202, 5203, 5205, 5206, 5207, 5208, 5209, 5210, 5211, 5212, 5214, 5215, 5216, 5217, 5218, 5219, 5220, 5221, 5222, 5223, 5224, 5225, 5226, 5227, 5228, 5229, 5230, 5231, 5232, 5233, 5234, 5235, 5237, 5238, 5240, 5241, 5242, 5243, 5244, 5250, 5255, 5258, 5279, 5359, 5387, 5502 1080, 1081, 1085, 1087, 1090, 1092, 1348, 1362, 1376, 1499, 1519, 1524, 1528, 1529, 1532, 1535, 1547, 1566 S210 S220 sebesvonat, gyorsvonat, InterRégió, IC, expresszvonat |